# 16 Biggest Hits
16 Biggest Hits é uma coletânea musical da cantora e atriz estadunidense Liza Minnelli. Lançada em julho de 2000, pela Legacy Recordings, reúne canções lançadas pela artista enquanto contratada pela Columbia Records.
As resenhas dos críticos especializados em música para 16 Biggest Hits foram favoráveis, no entanto o álbum não apareceu em paradas de sucesso mundiais.

## Seleção de canções
A carreira de Liza Minnelli abrange várias décadas de sucesso em diversos campos, que vão desde a música até o teatro e o cinema. Consequentemente, criar uma coletânea abrangente de seus sucessos é uma tarefa inviável do ponto de vista comercial e burocrático, uma vez que suas gravações estão dispersas por diferentes  gravadoras.
As compilações anteriores a 16 Biggest Hits tinham suas listas de faixas especificamente organizadas de acordo com as gravadoras sob as quais as músicas foram originalmente lançadas. As gravações do início de sua carreira fonográfica, quando estava sob contrato com a Capitol Records, foram lançadas em: A Touch of Class (1997) e The Capitol Years (2001). As gravações lançadas durante seu contrato com a A&M Records foram incluídas em The Liza Minnelli Foursider (1973) e The Collection (1998). Sua fase como contratada da Columbia Records está representada em: Simply The Best (1982), Liza (1993) e All that Jazz (1999).
Para o conteúdo de 16 Biggest Hits, o produtor Didier C. Deutsch selecionou canções de Minnelli que não foram necessariamente "hits" (sucessos, em português), mas aquelas que representam os melhores e mais celebrados momentos de sua carreira, além de standards com os quais ficou associada.
Como boa parte dos álbuns e singles foram lançados em outras gravadoras, o produtor substituiu as versões originais por faixas de seus álbuns ao vivo. Da sua fase na Broadway, foram escolhidas as canções "Quiet Thing" do musical Flora, the Red Menace, além de "My Own Best Friend" e "All That Jazz", do musical Chicago. Suas participações em filmes estão representadas pelas faixas "Cabaret" e "Theme from New York, New York". A canção "Liza with a Z" representa o filme de concerto homônimo, um dos maiores sucessos na carreira de Minnelli que obteve prêmios e boa audiência em sua exibição de estreia na TV. "Losing My Mind" é a canção que teve o melhor desempenho da cantora em paradas de sucessos musicais, e está presente no álbum Results, de 1989.

## Relançamentos e versões alternativas
O álbum foi lançado no Brasil e em alguns países latinos como um álbum duplo, intitulado 21 Grandes Sucessos e Los Exitos Del Siglo, respectivamente, que incluíam nova capa e arte, além de 5 canções adicionais, a saber:  "Don't Drop Bombs", "Rent" e "So Sorry, I Said", do álbum Results, e duas canções ao vivo: "Stepping Out" e "There's No Business Like Show Business".

## Recepção crítica
| Críticas profissionais | Críticas profissionais |
| Avaliações da crítica  | Avaliações da crítica  |
| Fonte                  | Avaliação              |
| ---------------------- | ---------------------- |
| AllMusic               | [ 4 ]                  |
| Show Music             | Favorável              |

William Ruhlmann, do site AllMusic, avaliou com três estrelas de cinco e escreveu que embora os fonogramas de Minnelli escolhidos sejam familiares e até agradáveis, "há canções que não tem uma conexão especial com a cantora e dificilmente pode ser considerado um de seus "maiores sucessos"". Ele criticou o fato de algumas de suas canções mais conhecidas não terem sido incluídas na lista de faixas, "apesar da disponibilidade de mais de uma versão ao vivo nos álbuns da Columbia", como "Maybe This Time", da trilha sonora de Cabaret.
Max O. Preeo, da revista Show Music, fez uma crítica favorável ao álbum, na qual destacou as canções destinadas ao musical da Broadway, Chicago.

## Desempenho comercial
Comercialmente, falhou em aparecer na parada Billboard 200.

## Lista de faixas
- Créditos adaptados dos CDs 16 Biggest Hits (2000),[18] 21 Grandes Sucessos (2000),[19] Los Exitos Del Siglo (2001).[20]

| N.º | Título                                    | Compositor(es)                          | Álbum                           | Duração |  |
| 1.  | "Liza With A "Z""                         | John Kander; Fred Ebb                   | Liza with a Z                   | 2:25    |  |
| 2.  | "Bye Bye Blackbird"                       | Mort Dixon, Ray Henderson               | Liza with a Z                   | 3:58    |  |
| 3.  | "The Singer"                              | Walter Marks                            | The Singer                      | 2:25    |  |
| 4.  | "You're So Vain"                          | Carly Simon                             | The Singer                      | 3:18    |  |
| 5.  | "Some People"                             | Jule Styne, Stephen Sondheim            | Live from Radio City Music Hall | 3:19    |  |
| 6.  | "Shine On Harvest Moon"                   | Jack Norworth, Nora Bayes               | Live at the Winter Garden       | 4:15    |  |
| 7.  | "Old Friends"                             | S. Sondheim                             | Live from Radio City Music Hall | 1:12    |  |
| 8.  | "There Is A Time"                         | Charles Aznavour, Gene Lees, Jeff Davis | Live at the Winter Garden       | 2:17    |  |
| 9.  | "Where Is The Love"                       | Ralph MacDonald, William Salter         | The Singer                      | 2:46    |  |
| 10. | "Losing My Mind"                          | S. Sondheim                             | Results                         | 4:08    |  |
| 11. | "My Own Best Friend" (do musical Chicago) | J. Kander, F. Ebb                       | Single Only                     | 3:10    |  |
| 12. | "Quiet Thing"                             | J. Kander, F. Ebb                       | Live at the Winter Garden       | 2:50    |  |
| 13. | "Ring Them Bells"                         | J. Kander, F. Ebb                       | Liza with a Z                   | 5:16    |  |
| 14. | "All That Jazz" (do musical Chicago)      | J. Kander, F. Ebb                       | Single Only                     | 3:04    |  |
| 15. | "Theme from New York, New York"           | J. Kander, F. Ebb                       | Live from Radio City Music Hall | 5:09    |  |
| 16. | "Cabaret"                                 | J. Kander, F. Ebb                       | Liza with a Z                   | 4:01    |  |

| 21 Grandes Sucessos (CD1) / Los Exitos Del Siglo (CD1) |                                           |                                         |                                 |         |  |
| N.º                                                    | Título                                    | Compositor(es)                          | Álbum                           | Duração |  |
| 1.                                                     | "Liza With A "Z""                         | John Kander; Fred Ebb                   | Liza with a Z                   | 2:25    |  |
| 2.                                                     | "Bye Bye Blackbird"                       | Mort Dixon, Ray Henderson               | Liza with a Z                   | 3:58    |  |
| 3.                                                     | "The Singer"                              | Walter Marks                            | The Singer                      | 2:25    |  |
| 4.                                                     | "You're So Vain"                          | Carly Simon                             | The Singer                      | 3:18    |  |
| 5.                                                     | "Some People"                             | Jule Styne, Stephen Sondheim            | Live from Radio City Music Hall | 3:19    |  |
| 6.                                                     | "Shine On Harvest Moon"                   | Jack Norworth, Nora Bayes               | Live at the Winter Garden       | 4:15    |  |
| 7.                                                     | "Old Friends"                             | S. Sondheim                             | Live from Radio City Music Hall | 1:12    |  |
| 8.                                                     | "There Is A Time"                         | Charles Aznavour, Gene Lees, Jeff Davis | Live at the Winter Garden       | 2:17    |  |
| 9.                                                     | "Where Is The Love"                       | Ralph MacDonald, William Salter         | The Singer                      | 2:46    |  |
| 10.                                                    | "Losing My Mind"                          | S. Sondheim                             | Results                         | 4:08    |  |
| 11.                                                    | "My Own Best Friend" (do musical Chicago) | J. Kander, F. Ebb                       | Single Only                     | 3:10    |  |

| 21 Grandes Sucessos (CD2) / Los Exitos Del Siglo (CD2) |                                          |                   |                                 |         |  |
| N.º                                                    | Título                                   | Compositor(es)    | Álbum                           | Duração |  |
| 1.                                                     | "Quiet Thing"                            | J. Kander, F. Ebb | Live at the Winter Garden       | 2:50    |  |
| 2.                                                     | "Ring Them Bells"                        | J. Kander, F. Ebb | Liza with a Z                   | 5:16    |  |
| 3.                                                     | "All That Jazz" (do musical Chicago)     | J. Kander, F. Ebb | Single Only                     | 3:04    |  |
| 4.                                                     | "Theme from New York, New York"          | J. Kander, F. Ebb | Live from Radio City Music Hall | 5:09    |  |
| 5.                                                     | "Cabaret"                                | J. Kander, F. Ebb | Liza with a Z                   | 4:01    |  |
| 6.                                                     | "Don't Drop Bombs"                       |                   | Results                         |         |  |
| 7.                                                     | "Rent"                                   |                   | Results                         |         |  |
| 8.                                                     | "So Sorry, I Said"                       |                   | Results                         |         |  |
| 9.                                                     | "Stepping Out"                           |                   | Live from Radio City Music Hall |         |  |
| 10.                                                    | "There's No Business Like Show Business" |                   | Live from Radio City Music Hall |         |  |